# Antef IV
Antef IV fou un rei rebel d'Egipte, probablement membre de la família reial de la dinastia XI, que es considerava amb dret al tron. Ocupat o usurpat aquest per Mentuhotep III (IV), Antef es va proclamar rei a la Baixa Núbia, però segurament mai va tenir prou força per acostar-se a Tebes. El seu nom de regnat fou Kakare i el seu nom personal Antef. Res més se sap d'aquest personatge del qual s'han trobat inscripcions a les roques.